# Datenschutzgesetz Nordrhein-Westfalen
Das Datenschutzgesetz Nordrhein-Westfalen (DSG NRW) ist ein Landesgesetz, das den Schutz personenbezogener Daten in Nordrhein-Westfalen regelt. Es gilt für öffentliche Einrichtungen im Land und stellt sicher, dass personenbezogene Daten von Bürgern Nordrhein-Westfalens nur im Einklang mit den geltenden datenschutzrechtlichen Bestimmungen verarbeitet werden. Das DSG NRW stellt größtenteils ein Umsetzungsgesetz für die Datenschutz-Grundverordnung und die Richtlinie (EU) 2016/680 dar. Es begründet die Dienststelle der Landesbeauftragte für Datenschutz und Informationsfreiheit Nordrhein-Westfalen.

## Geschichte
Am 1. Januar 1979 trat das ursprüngliche Datenschutzgesetz Nordrhein-Westfalen in Kraft. Die Landesregierung schlug 1987 vor, das Datenschutzgesetz fortzuentwickeln. Die Neufassung trat am 23. April 1988 in Kraft. 1999 – rund ein Jahr zu spät für die in ihr vorgesehene Umsetzung – schlug die Landesregierung die Anpassung an die Richtlinie 95/46/EG vor. Rund anderthalb Jahre nach der Pflicht zur Umsetzung am 31. Mai 2000 trat diese in Kraft. 13 Wochen vor dem Inkrafttreten der Datenschutz-Grundverordnung schlug die Landesregierung die Anpassung des Gesetzes an die neuen europarechtlichen Bestimmungen vor. Die Neufassung wurde am Tag vor seinem Inkrafttreten und der Anwendbarkeit der Datenschutz-Grundverordnung im Gesetz- und Verordnungsblatt für das Land Nordrhein-Westfalen veröffentlicht.